# وزارة الطاقة والصناعة (الإمارات العربية المتحدة)
وزارة الطاقة والبنية التحتية، هي وزارة اتحادية في دولة الإمارات العربية المتحدة مسؤولة عن تنظيم وتطوير وتعزيز القدرة التنافسية في الطاقة والتعدين والموارد المائية والنقل البري والبحري والطرق والمرافق والإسكان والبناء والتشييد واستدامة الاستثمار والاستغلال الأمثل للشراكات والتكنولوجيا والعلوم المتقدمة وتبني حلول ابتكارية عالمية لتحسين جودة حياة المجتمع.
أنشأت وزارة الطاقة والبنية التحتية في عام 2020، بعد دمج وزارتي تطوير البنية التحتية والطاقة وإلحاق برنامج الشيخ زايد للإسكان والهيئة الاتحادية للمواصلات البرية والبحرية بالوزارة الجديدة.
تقدم الوزارة خدمات ذكية واستباقية وفعّالة في قطاعات الطاقة والبنية التحتية والإسكان والنقل البري والبحري، بما يساهم في جهود الدولة في إنشاء حكومة المستقبل تماشياً مع رؤية نحن الإمارات 2031 ومستهدفات الدولة للخمسين عاماً المقبلة. 
.

## الأهداف
تهدف وزارة الطاقة والبنية التحتية في دولة الإمارات إلى:
- تحقيق الشمولية والتكامل الفعّال بين الطاقة والبنية التحتية على مستوى دولة الإمارات العربية المتحدة.
- إدارة فعالة لحاجات السكن والمصادر الخاصة بتمويلها.
- تحقيق التنمية المستدامة في قطاع البترول والطاقة.
- تحقيق التنمية المستدامة في مجال الاستثمارات والفرص الاقتصادية في كل من الطاقة والبنية التحتية.
- تعزيز جودة الحياة في كل من الطاقة والبنية التحتية.
- العمل وفقاً لمعايير التنافسية العالمية وضمان جودة البنية التحتية والنقل.
- جذب واستقطاب الموارد البشرية الفعالة والموهوبة، بالإضافة إلى تقديم الخدمات المؤسسية الكفؤة والفعالة.

## تاريخ
أنشئت وزارة الطاقة والصناعة بدولة الإمارات العربية المتحدة في عام 2004، بعد دمج وزارتي الكهرباء والماء والبترول والثروة المعدنية معاً.

## قائمة الوزراء
| # | صورة | شاغل المنصب           | بداية المنصب | نهاية المنصب | رئيس مجلس الوزراء     |
| - | ---- | --------------------- | ------------ | ------------ | --------------------- |
| 1 |      | سهيل بن محمد المزروعي | 2020         | حتى اليوم    | محمد بن راشد آل مكتوم |

## جوائز
فازت وزارة الطاقة والبنية التحتية بجائزة "الإمارات تبتكر" لعام 2025في فئة أفضل ابتكار في تحقيق الاستدامة،عن  منصة قياس درجة حرارة سطح الأرض